# Marta Mirazón Lahr
Marta Mirazón Lahr (Buenos Aires, 1965) es una paleoantropóloga argentina y directora del Laboratorio Duckworth en la Universidad de Cambridge.

## Carrera académica
Nacida en Buenos Aires, Argentina, Mirazon Lahr se graduó en Biología en la Universidad de São Paulo, Brasil. Realizó una maestría y un doctorado en Antropología Biológica de la Universidad de Cambridge, luego de lo cual fue seleccionada para una Beca de Joven Investigadora en la Facultad Clare. Entre 1995 y 1998 fue profesora asistente en el Departamento de Biología de la Universidad de São Paulo, antes de regresar a Cambridge en 1999 como profesora en Antropología Biológica y miembro de la Facultad Clare. Mirazon Lahr fue promovida profesora adjunta en Biología Evolutiva Humana en 2005.
En 2001 Mirazon Lahr fundó junto con Robert Foley el Centro Leverhulme para Estudios Evolutivos Humanos (LCHES) en la Universidad de Cambridge, con financiamiento de la organización Wellcome Trust y el Leverhulme Trust. El Centro fue diseñado para albergar la Colección Duckworth y las instalaciones y laboratorios actualizados destinados a investigación  en evolución humana que integra genética, antropología y otros campos.

## Investigación
La investigación de Lahr se centra en la evolución humana y abarca la morfología, la prehistoria y la genética de humanos y homínidos. Su trabajo inicial puso a prueba la Hipótesis Multiregional de los orígenes de los humanos modernos y enfatizó el argumento en contra de los modelos de continuidad regional en los rasgos entre humanos arcaicos y modernos. Esta investigación se expandió a una publicación más completa de los orígenes de diversidad humana moderna, publicada como libro en 1996: La Evolución de Diversidad Humana - por Cambridge University Press. Sus investigaciones posteriores continuaron explorando la diversidad humana desde diferentes perspectivas y enfoques metodológicos, e incluye arqueología, paleobiología, genómica y biología humana.
Junto a Robert Foley fueron los primeros en proponer una ‘ruta del sur' para humanos que salieron de África. Su propuesta incluyó que la diversidad humana es el producto de múltiples dispersiones, así como de la adaptación local. Ha dirigido trabajos de campo en la Amazonia, las Islas Solomón, India, el Sáhara Central y Kenia. Los dos últimos se centran en aspectos relacionados con los orígenes y la dispersión de los humanos modernos en África.
Mirazon Lahr es la directora del Proyecto IN-ÁFRICA, un Premio de Investigadora Avanzada del Consejo de Investigación Europeo (ERC) para evaluar el rol de África del este en orígenes del humano moderno. Como parte del Proyecto IN-ÁFRICA, ha dirigido las excavaciones en el sitio de Nataruk en Turkana, Kenia, estableciendo la existencia de la guerra prehistórica entre nómades y cazadores-recolectores hace 10 000 años.
Recientemente fue entrevistada junto a Richard y Meave Leakey como parte del documental 'Huesos de Turkana', un especial de la National Geographic sobre palaeoantropología y evolución humana en la cuenca del Turkana, Kenia.

## Reconocimientos
Mirazon Lahr fue galardonada con el Premio Phillip Leverhulme en 2004.

## Publicaciones destacadas
- Mirazon Lahr, M.; et al. (2016). "Inter-group violence among early Holocene hunter-gatherers of West Turkana, Kenya". Nature. 529 (7586): 394–398. Bibcode:2016Natur.529..394L. doi:10.1038/nature16477. PMID 26791728
- Lahr, M.M. (1992), The origins of modern humans: A test of the Multiregional Hypothesis, Cambridge University Press, UK.
- Lahr, M. M. & Foley, R. A. (2003), "On stony ground: Lithic technology, human evolution, and the emergence of culture", Evolutionary Anthropology, 12 (3): 109–122, doi:10.1002/evan.10108
- Bateson, P., Barker, D., Clutton-Brock, T., Deb, D., D’Udine, B., Foley, R. A., Gluckman, P., Godfrey, K., Kirkwood, T., Lahr, M.M., McNamara, J., Metcalfe, N. B., Monaghan, P., Spencer, G., & Sultan, S. E. (2004), «Developmental plasticity and human health», Nature 430 (6998): 419-421, Bibcode:2004Natur.430..419B, PMID 15269759, doi:10.1038/nature02725.
- Field, J. S. & Lahr, M. M. (2006), "Assessment of the Southern Dispersal: GIS-Based Analyses of Potential Routes at Oxygen Isotopic Stage 4", Journal of World Prehistory, 19 (1): 1–45, doi:10.1007/s10963-005-9000-6
- Migliano, A.B.; Vinicius, L. (December 2007). «Mirazón Lahr, M. (2007) Life-history trade-offs explain the evolution of human pygmies». Proceedings of the National Academy of Sciences of the United States of America 104 (51): 20216-20219. PMC 2154411. PMID 18077366. doi:10.1073/pnas.0708024105.
- Petraglia, M.; Korisettar, R.; Boivin, N.; Clarkson, C.; Ditchfield, P.; Jones, S.; Koshy, J. (July 2007). «Lahr, M.M.; Oppenheimer, C.; Pyle, D.; Roberts, R.; Schwenninger, J.-L.; Arnold, L. & White, K. (2007) Middle Paleolithic assemblages from the Indian subcontinent before and after the Toba super-eruption». Science 317 (5834): 114-116. Bibcode:2007Sci...317..114P. PMID 17615356. doi:10.1126/science.1141564.
- Mirazón Lahr, M.; Foley, R.; Armitage, S.; Barton, H.; Crivellaro, F.; Drake, N.; Hounslow, M.; Maher, L.; Mattingly, D.; Salem, M.; Stock, J. & White, K. (2008) DMP III: Pleistocene and Holocene palaeoenvironments and prehistoric occupation of Fazzan, Libyan Sahara. Libyan Studies 39: 263-294.
- Petraglia, M.; Clarkson, C.; Boivin, N.; Haslam, M.; Korisettar, R.; Chaubey, G.; Ditchfield, P.; Fuller, D.; James, H.; Jones, S.; Kivisild, T.; Koshy, J. (2009). «Mirazon Lahr, M. ; Metspalu, M.; Roberts, R. & Arnold, L. (2009) Population increase and environmental deterioration correspond with microlithic innovations in South Asia ca. 35,000 years ago». Proceedings of the National Academy of Sciences 106 (30): 12261-12266. Bibcode:2009PNAS..10612261P. PMC 2718386. PMID 19620737. doi:10.1073/pnas.0810842106.
- Mirazon Lahr, M. (2010), «Saharan Corridors and their role in the Evolutionary Geography of ‘Out of Africa I’»,  en Fleagle, J.G., ed., Out of Africa I, Vertebrate Paleobiology and Paleoanthropology, pp. 27-46.
  - Rasmussen, M.; Guo, X.; Wang, Y.; Lohmueller, K.E.; Rasmussen, S.; Albrechtsen, A.; Skotte, L.; Lindgreen, S.; Metspalu, M.; Jombart, T.; Kivisild, T.; Zhai, W.; Eriksson, A.; Manica, A.; Orlando, L.; De La Vega, F.; Tridico, S.; Metspalu, E.; Nielsen, K.; Ávila-Arcos, M.C.; Moreno-Mayar, J.V.; Muller, C.; Dortch, J.; Gilbert, M.T.P.; Lund, O.; Wesolowska, A.; Karmin, M.; Weinert, L.A.; Wang, B.; Li, J.; Tai, S.; Xiao, F.; Haninara, T.; van Driem, G.; Jha, A.R.; Ricaut, F.-X.; de Knijff, P.; Migliano, A.B.; Gallego-Romero, I.; Kristiansen, K.; Lambert, D.M.; Brunak, S.; Forster, P.; Brinkmann, B.; Nehlich, O.; Bunce, M.; Richards, M.; Gupta, R.; Bustamante, C.; Krogh, A.; Foley, R.A. (2011). «Lahr, M.M.; Balloux, F.; Sicheritz-Pontén, T.; Villems, R.; Nielsen, R.; Jun, W. & Willerslev, E. (2011) Aboriginal Australian Genome Obtained from Hundred-Year-Old Lock of Hair Reveals Separate Human Dispersals into Asia». Science 334 (6052): 94-98. Bibcode:2011Sci...334...94R. PMC 3991479. PMID 21940856. doi:10.1126/science.1211177.
- Foley, R.A. (2011). «Mirazón Lahr, M. (2011) The evolution of the diversity of cultures». Philosophical Transactions of the Royal Society of London B 366 (1567): 1080-1089. PMC 3049104. PMID 21357230. doi:10.1098/rstb.2010.0370.
- Mirazon Lahr, M. (2013) Genetic and fossil evidence for modern human origins. In: P. Mitchell & P. Lane (Eds.). Oxford Handbook of African Archaeology, pp 325–340. Oxford: OUP.
- Foley, R. (2014). «Mirazon Lahr, M. (2014) The role of 'the aquatic' in human evolution: constraining the aquatic ape hypothesis». Evolutionary Anthropology 23 (2): 56-59. PMID 24753345. doi:10.1002/evan.21405.
- Raghavan, M; DeGiorgio, M; Albrechtsen, A; Moltke, I; Skoglund, P; Korneliussen, TS; Gronnow, B; Appelt, M; Gullov, HC; Friesen, M; Fitzhugh, W; Malmstrom, H; Rasmussen, S; Olsen, J; Melchior, L; Fuller, BT; Fahrni, SM; Stafford Jr, T; Grimes, V; Renouf, MA; Cybulski, J; Lynnerup, N (Aug 2014). "The Genetic Prehistory of the New World Arctic". Science. 345 (6200): 6200. doi:10.1126/science.1255832. PMID 25170159.
- Seguin-Orlando, A; Korneliussen, TS; Sikora, M; Malaspinas, A-S; Manica, A; Moltke, I; Albrechtsen, A; Ko, A; Margaryan, A; Moiseyev, V; Goebel, T; Westaway, M; Lambert, D; Khartanovich, V; Wall, JD; Nigst, PR; Foley, RA (2014). «Mirazon Lahr M, Nielsen R, Orlando L & Willerslev E (2014) Genomic structure in Europeans dating back at least 36,200 years». Science 346 (6213): 1113-1118. Bibcode:2014Sci...346.1113S. PMID 25378462. doi:10.1126/science.aaa0114.
- Foley, RA (2015). «Mirazon Lahr M (2015) Lithic landscapes: Early human impact from stone tool production on the Central Saharan environment». PLoS ONE 10 (3): e0116482. PMC 4356577. PMID 25760999. doi:10.1371/journal.pone.0116482.
- Rasmussen, S; Allentoft, ME; Nielsen, K; Orlando, L; Sikora, M; Sjögren, K-G; Pedersen, AG; Van Dam, A; Kapel, CMO; Nielsen, HB; Brunak, S; Avetisyan, P; Epimakhov, A; Gnuni, A; Kriiska, A; Lasak, I; Metspalu, M; Moiseyev, V; Gromov, A; Pokutta, D; Saag, L; Varul, L; Yepiskoposyan, L; Sicheritz-Pontén, T; Foley, RA (2015). «'Mirazón Lahr, M, Nielsen R, Kristiansen K & Willerslev E (2015) Early divergent strains of Yersinia pestis in Eurasia five thousand years ago». Cell 163 (3): 571-582. PMC 4644222. PMID 26496604. doi:10.1016/j.cell.2015.10.009.